# Альфаро Морено, Карлос
Карлос Алехандро Альфаро Морено (исп. Carlos Alejandro Alfaro Moreno; родился 18 октября 1964 года в Буэнос-Айресе) — аргентинский футболист, нападающий. Играл за различные клубы из Аргентины, Испании, Эквадора и Мексики, а также представлял сборную Аргентины.

## Карьера
Альфаро Морено начал свою карьеру в 1983 году с «Платенсе Висенте-Лопес», в 1988 году он перешёл в «Индепендьенте», где сыграл важную роль в завоевании чемпионства в 1988/89 сезоне. В 1989 году он был награждён титулом Футболист года в Аргентине.
В период с 1989 по 1991 год он сыграл 11 матчей за сборную Аргентины и забил два гола.
В 1991 году Альфаро Морено переехал в Испанию играть за «Эспаньол», но реализовать себя в этой команде так и не смог. Затем он перешёл в другой испанский клуб, «Паламос».
В 1993 году он вернулся в «Индепендьенте» и после одного сезона с командой присоединился к «Барселона Гуаякиль» из Эквадора. Альфаро Морено помог клубу выиграть чемпионат в 1995 и в 1997 году. Затем в течение сезона 1997 года Альфаро Морено был продан в мексиканскую команду «Америка Мехико», позже он играл за «Атланте», прежде чем вернуться в «Барселону».
В 2000 году Альфаро Морено вернулся в Аргентину, чтобы играть за «Феррокарриль Оэсте», но оставался в клубе только на время Апертуры 2000. Затем он вернулся в «Барселону» во второй раз и играл там до окончания карьеры в 2002 году.
После ухода из футбола Альфаро Морено начал тренерскую деятельность и работал с молодёжью. Он открыл собственную футбольную школу в Гуаякиле под названием Академия футбола Альфаро Морено.
4 декабря 2019 года стал президентом «Барселоны», сменив на этом посту Хосе Франсиско Севальоса, назначенного на пост губернатора провинции Аукас. До того три года был вице-президентом клуба.